# Nowozelandzka odmiana języka angielskiego
Nowozelandzka odmiana języka angielskiego (NZE, en-NZ) – odmiana języka angielskiego używana głównie w Nowej Zelandii, wyróżniająca się pewnymi charakterystycznymi cechami fonetycznymi, gramatycznymi i leksykalnymi.

## Wymowa
Wymowa nowozelandzka jest, ogólnie rzecz biorąc, zbliżona do australijskiej, chociaż istnieją pewne drobne różnice.
Niektóre z nich wynikają z wpływu języka maoryskiego.
Typową cechą jest wznosząca się intonacja w zdaniach oznajmujących.

## Gramatyka
Odchylenia gramatyczne są niewielkie w stosunku do standardu. Najbardziej uderzające jest dość częste użycie zaimka "she" zamiast "it" np. "She'll be right" zamiast "It will be okay" lub "It is close enough to what is required".

## Słownictwo
Charakterystyczną cechą jest swobodne używanie wielu słów z języka maoryskiego, szczególnie nazw miejscowych roślin i zwierząt. Występują również słowa i wyrażenia angielskie nieznane w innych odmianach tego języka.

### Przykłady[2]
| Nowozelandzki | Polski                   |
| ------------- | ------------------------ |
| banger        | kiełbasa                 |
| cracker       | bardzo dobry             |
| footpath      | chodnik                  |
| frenchie      | prezerwatywa             |
| gridiron      | futbol amerykański       |
| hooray        | do widzenia              |
| ice block     | lizak                    |
| kia ora       | cześć                    |
| kiwi          | ptak kiwi                |
| Kiwi          | Nowozelandczyk           |
| kiwifruit     | kiwi                     |
| nana          | babcia                   |
| nandy         | dziadek                  |
| pakeha        | biały człowiek           |
| piss          | piwo                     |
| prang         | stłuczka                 |
| puckeroo      | zepsute                  |
| quite nice    | okropny                  |
| sarnie        | sandwicz                 |
| scarfie       | student                  |
| sparkie       | elektryk                 |
| sprog         | dziecko                  |
| sunnies       | okulary przeciwsłoneczne |
| yack          | pogawędka                |

## Pisownia
- Nowozelandzka norma konsekwentnie preferuje brytyjski sposób zapisu słów typu colour i travelled, chociaż istnieją również pewne wpływy amerykańskie np. math zamiast maths.
- W czasownikach, które w brytyjskiej angielszczyźnie mogą być zapisywane zarówno -ise jak i -ize (np. organise/organize), w Nowej Zelandii używa się wyłącznie -ise.